# Matheus Cunha (ur. 2001)
Matheus Cunha Queiroz (ur. 24 maja 2001 w Tupi Paulista) – brazylijski piłkarz występujący na pozycji bramkarza, od 2021 roku zawodnik Flamengo.